# Drosophila medioobscurata
Drosophila medioobscurata är en tvåvingeart som beskrevs av Oswald Duda 1925. Drosophila medioobscurata ingår i släktet Drosophila och familjen daggflugor.
Artens utbredningsområde är Costa Rica.